# Oefelesmühle
Oefelesmühle  (fränkisch: Öflasmühl) ist ein Gemeindeteil des Marktes Oberscheinfeld im Landkreis Neustadt an der Aisch-Bad Windsheim (Mittelfranken, Bayern). Oefelesmühle liegt in der Gemarkung Herpersdorf.

## Geografie
Die Einöde liegt am Vilzbach, der unmittelbar nordöstlich als rechter Zufluss in den Schönbach mündet. Ein Anliegerweg führt unmittelbar südwestlich zur Kreisstraße NEA 28, die nach Burgambach zur Staatsstraße 2421 (1 km südöstlich) bzw. nach Oberambach verläuft (0,7 km nordwestlich).

## Geschichte
Der Ort wurde 1565 als „Neue Mühl“ erstmals erwähnt, 1632 erstmals als „Offelßmühl“. Aus dem ursprünglichen Ortsnamen kann man schließen, dass die Mühle zu dieser Zeit errichtet wurde; die seit 1632 bezeugte Form hat als Bestimmungswort Oefele, der Familienname des damaligen Pächters.
Im Rahmen des Gemeindeedikts (frühes 19. Jahrhundert) wurde Oefelsmühle dem Steuerdistrikt Oberscheinfeld und der Ruralgemeinde Oberscheinfeld zugeordnet. Mit der Bildung der Ruralgemeinde Herpersdorf (vor 1840) erfolgte die Umgemeindung dorthin. Am 1. Januar 1972 wurde Oefelesmühle im Zuge der Gebietsreform in Bayern wieder nach Oberscheinfeld eingemeindet.

### Einwohnerentwicklung
| Jahr      | 001836 | 001840 | 001861 | 001871 | 001885 | 001900 | 001925 | 001950 | 001961 | 001970 | 001987 |
| Einwohner | 2      | 2      | 2      | 4      | 3      | 0      | 0      | 5      | 4      | 2      | 7      |
| Häuser    | 1      | 1      |        |        | 1      | 1      | 1      | 1      | 1      |        | 1      |
| Quelle    | [ 10 ] | [ 11 ] | [ 12 ] | [ 13 ] | [ 14 ] | [ 15 ] | [ 16 ] | [ 17 ] | [ 18 ] | [ 19 ] | [ 1 ]  |

## Religion
Oefelesmühle ist römisch-katholisch geprägt und bis heute nach St. Gallus (Oberscheinfeld) gepfarrt.